# ウズベキスタンの映画
ウズベキスタンの映画の歴史は大きく2つに分けることができる。ウズベク・ソビエト社会主義共和国 (ウズベクSSR、1924年–1991年) 時代の映画とウズベキスタン独立後 (1991年-現在)の映画である。ソビエト連邦時代の映画はロシア語もしくはウズベク語で制作されていた。ソビエト連邦時代に高い評価を受けた映画としては、あなたに魅せられて (1958年)、マハッラの集会 (1960年)、悪童 (1977年)等がある。 
ウズベキスタンには多くの映画スタジオがある。1925年に設立されたウズベクフィルム (ウズベク語: Oʻzbekfilm / Ўзбекфильм)は国内最古かつ最大の映画スタジオである。

## ウズベキスタンの映画監督
- アリー・ハムライェフ（英語版）, 1937年5月19日生、タシュケント
- アンヴァール・トゥライェフ（英語版）, 1934年6月21日生、サマルカンド
- ボリス・カヌノフ（英語版）, 1947年5月24日生、タシュケント
- エドゥアルド・ハチャトゥロフ（英語版）, 1936年4月27日生、タシュケント
- エリャール・イシュムハメドフ（英語版）, 1942年5月1日生、タシュケント
- エルダル・ウラズバイェフ（英語版）, 1940年10月11日生、タシュケント
- ゲオルギー・ユングヴァルド＝ヒルケヴィチ（英語版）, 1934年10月22日生、タシュケント
- フサイン・エルキノフ（英語版）, 1960年生、タシュケント
- ジャハーンギール・カシモフ（英語版）
- カミル・ヤルマトフ（英語版）
- ラティーフ・ファイズィイェフ（英語版）
- メリス・アブザーロフ（英語版）, 1938年11月18日、ヤンギユル
- ナビ・ガニエフ（英語版）
- ラーシド・マリコフ（英語版）
- シャフカト・カリモフ（英語版）
- シュフラト・アッバーソフ（英語版）, 1931年1月16日生、タシュケント
- ユースフ・ラズィコフ（英語版）, 1957年生、タシュケント
- ユルダシュ・アグザモフ（英語版） (1909年5月10日 – 1985年6月16日)
- ズルフィカール・ムサコフ（ロシア語版） 1958年1月19日生、タシュケント

## ウズベキスタンの映画俳優
一般に高い評価を受けているウズベキスタンの映画俳優の一覧。
- アレクサンドル・アブドゥロフ（英語版）
- アリー・ハムライェフ（英語版）
- アリシェル・ウザコフ（英語版）
- アサル・シャディイェヴァ（英語版）
- ディルノーザ・クバイェヴァ（英語版）
- エルガシュ・カリモフ（英語版）
- ジャムシード・ザキロフ（英語版）
- ローラ・ユルダシェヴァ（英語版）
- メリス・アブザーロフ（英語版）
- ライハン・ガニイェヴァ（英語版）
- シャフゾーダ（英語版）
- シュフラト・アッバーソフ（英語版）
- シトラ・ファルマノヴァ（英語版）
- ターヒル・サーディコフ（英語版）
- イェフィム・ブランフマン（英語版）
- ユルダシュ・アグザモフ（英語版）
- ズィヤーダ・カビーロヴァ（英語版）

## ウズベキスタンの映画作品
一般に高い評価を受けているウズベキスタン映画の一覧。
- UFO少年アブドラジャン（英語版） (1991)
- 旅立つ者、残る者（英語版） (1986)
- 花嫁の反乱（英語版） (1984)
- あなたに魅せられて（英語版） (1958)
- マハッラの集会（英語版） (1960)
- 悪童（英語版） (1977)
- おばあちゃん将軍（英語版） (1982)
- 良き結婚式を！（英語版） (1978)
- ズルフィーヤはどこ？（英語版） (1964)